# خراج فوق الجافية
الخراج فوق الجافية (بالإنجليزية: Epidural abscess)‏ هو مرض نادر ولكن قد يكون مهدد للحياة ويتطلب كشف مبكر وعلاج فوري. ويعرّف بأنه تجمع من القيح بين الأم الجافية (الغشاء الخارجي الذي يغطي الدماغ والنخاع الشوكي) وعظام الجمجمة أو العمود الفقري.

## الأنواع
له نوعين هما:
- الخراج فوق الجافية الشوكي
- الخراج فوق الجافية داخل القحف.

## الآلية الإمراضية

### خراج فوق الجافية الشوكي

#### الأسباب
- تحدث حوالي 50% من الحالات بسبب الانتشار الدموي. أي عدوى قادرة على إحداث تجرثم الدم يمكن أن تؤدي إلى الخراج فوق الجافية الشوكي (التهاب الشغاف، التهاب المجاري البولية، عدوى الجهاز التنفسي، أدوية عبر الوريد).
- تحدث حوالي 10-30% من الحالات بسبب الامتداد المباشر للعدوى، عادةً من التهاب العظم والنقي الفقري، خراج العضلة القطنية، أو عدوى الأنسجة الرخوة الملاصقة.
- تحدث حوالي 15-22% من الحالات بسبب الإجراءات الغازية كـ(جراحة العمود الفقري والتخدير فوق الجافية وحقن الستيروئيدات ومسكنات الألم فوق الجافية).
- في بعض الحالات (تصل إلى 30٪ أحياناً)، لا يمكن تحديد مصدر الخراج فوق الجافية الشوكي.

#### مناطق الإصابة
تحدث معظم الخراجات في المنطقة الخلفية. غالباً ما يرتبط الموقع الأمامي بالتهاب العظم والنقي الفقري أو خراج العضلة القطنية.
المناطق الصدرية والقطنية من النخاع هي المواقع الأكثر إصابة، حيث تمثل إصابة النخاع الرقبي حوالي 20٪ من الحالات.
إن انتشار الإصابة لمستويات فقرية متعددة هي حالة شائعة. في بعض الحالات، قد ينتشر الخراج لمعظم أو كل النخاع.

#### آلية الإصابة
- من الواضح أن الضغط المباشر على النخاع هو العامل الأساسي لحدوث الأعراض.
- انسداد الأوعية الدموية بسبب التهاب الوريد الخثاري الإنتاني و/أو التهاب الأوعية الدموية هي إحدى الآليات.
- الآلية الدقيقة للإصابة لا تزال مثيرة للجدل.

### الخراج فوق الجافية داخل القحف
لأن الخراج فوق الجافية داخل القحف يمكن أن يعبر الأم الجافية القحفية على طول الأوردة المَشْبَرِيّة، فإن دبيلة تحت الجافية غالباً ما تكون موجودة.

## عوامل الخطورة

### الخراج فوق الجافية الشوكي
عامل الخطورة الأكثر شيوعاً للخراج فوق الجافية الشوكي هو الداء السكري، يليه رض النخاع أو الجراحة، تعاطي المخدرات الوريدية، الكحولية، القصور الكلوي، الكبت المناعي (بما في ذلك العدوى، استخدام الستيروئيد، تليف الكبد، الورم الخبيث)، الحمل، التخدير النخاعي، والتخدير فوق الجافية.

### الخراج فوق الجافية داخل القحف
حج قحف سابق، إصابة الرأس، التهاب الجيوب، التهاب الأذن الوسطى، والتهاب الخشاء.

## نسبة الحدوث
ارتفع معدل حدوث الخراج فوق الجافية الشوكي سنوياً خلال العقدين الماضيين من (0.2-1) إلى (2.5-3) لكل 10000 حالة قبول في المشفى.

## معدل الوفيات
- إن الحالة العصبية للمريض عند وضع التشخيص هي أفضل مؤشر للتنبؤ بالعقابيل العصبية، وتزداد المراضة في كلا النوعين من الخراجات عندما يتأخر التداخل الجراحي. تؤثر الأمراض المرافقة على الإنذار أيضاً.

### الخراج فوق الجافية الشوكي
في بداية القرن العشرين، كانت نسبة الوفيات بسبب الخراج 100% تقريباً. أما حالياً بسبب التطور في طرق التشخيص والعلاج، فإن معدل الوفيات يتراوح بين (2٪-20٪).

### الخراج فوق الجافية داخل القحف
عند العلاج بالصادات الحيوية وإجراء التداخلات الجراحية المناسبة، فإن الخراج يحمل إنذار جيد، مع معدل وفيات أقل من 10٪.

## التشخيص التفريقي
- تجرثم الدم.
- خراج الدماغ.
- التهاب القرص الفقري.
- التهاب شغاف القلب.
- الحمى مجهولة المنشأ (FUO).
- خراج العضلة القطنية.
- التهاب العظم والنقي الفقري.

## الإنذار
العوامل التي تسيء الإنذار:
- مشاكل طبية متعددة.
- جراحة سابقة للعمود الفقري.
- خراج سابق في الجزء الرقبي أو الصدري للنخاع.
- قلة الصفيحات.
- كثرة الكريات البيض (>14000 كرية دم بيضاء/ميكرولتر).
- استمرار ارتفاع بروتينات الطور الحاد.
- العدوى بالمكورات العنقودية المذهبة المقاومة للميثيسيلين (MRSA).
- الانضغاط كبير للكيس القرابي.
- تجرثم الدم.

## الأعراض
- الثلاثي العرضي للتشخيص: حمى، ألم ظهر، وعجز عصبي. وهو موجود عند 10-15٪ فقط من الحالات لهذا يجب ألا يعتمد عليه في التشخيص.
- تعتبر الحالة العصبية عند التشخيص أدق مؤشر للتنبؤ بالعقابيل والإنذار.
- إن أعراض الخراج فوق الجافية داخل القحف عادة أكثر حدة من الخراج فوق الجافية الشوكي، ولكن قد يكون من الصعب تمييزها عن الأمراض الأخرى المسببة للتخريش السحائي.

### الخراج فوق الجافية الشوكي
الأعراض المرتبطة بالخراج فوق الجافية الشوكي تشمل ما يلي:
- حمى (حوالي 32٪) (ومع ذلك، لوحظ أن العديد من المرضى الذين يعانون من خراج فوق الجافية الشوكي غير مصابين بالحمى).
- ألم ظهر (حوالي 58٪).
- ضعف الأطراف (حوالي 40٪).
- اضطرابات حسية (حوالي 36٪).
- شلل (حوالي 27٪).
- اضطرابات في المنعكسات (تصل إلى 40٪ من الحالات).

### الخراج فوق الجافية داخل القحف
الأعراض المرتبطة بالخراج فوق الجافية داخل القحف تشمل ما يلي:
- الحمى (ومع ذلك، فإن أقل من نصف المرضى محمومين، لذلك لا يمكن الاعتماد على هذا العرض).
- صداع (50٪-73٪).
- تغير مستوى الوعي (44٪-50٪).
- مضض على الجيوب (32٪-90٪).
- علامات عصبية بؤرية.
- دلائل على إنتان الجروح (>90٪ من المرضى خضعوا لعملية حج القحف).
- الصرع (4٪-63٪).

## العضويات الممرضة

### الخراج فوق الجافية الشوكي
تتضمن أشيع العضويات الممرضة التي تسبب الخراج فوق الجافية الشوكي ما يلي:
- المكورات العنقودية المذهبة (60٪)، (وعادة المكورات العنقودية المذهبة المقاومة للميثيسيلين (MRSA)).
- العصيات المعوية سالبة الغرام (-G)، وخاصة الإشريكية القولونية (10٪).
- المكورات العنقودية سلبية المخثراز (3-5٪).

### الخراج فوق الجافية داخل القحف
تتضمن أكثر العضويات الممرضة التي تسبب الخراج فوق الجافية داخل القحف ما يلي:
- المكورات العنقودية، سواء إيجابية أو سلبية المخثراز.
- العقديات، بما في ذلك الأنواع اللاهوائية والقليلة الإلفة للهواء.
- العصيات سلبية الغرام الهوائية.
- البروبيونية العدية.

## الاختلاطات
الموت أو عقابيل عصبية دائمة تحدث عند نسبة كبيرة من المرضى المصابين بالخراج فوق الجافية، وخاصة أولئك الذين يعانون من عجز عصبي كبير أو تجرثم الدم.

## التشخيص

### مخبرياً
- تعداد دم كامل (CBC): يظهر زيادة عدد الكريات البيضاء (انحراف الصيغة إلى اليسار)، نقص الصفيحات، وفقر الدم.
- معدل تثقل كريات الدم الحمراء (ESR): يرتفع، لكنه اختبار غير نوعي.
- زرع الدم: يجب دائماً إجراء زرع دم، حيث يكون إيجابياً في 60٪ من الحالات.
- فحص سائل الخراج: يجب إجراء صبغة غرام وزرع سائل الخراج المستخرج بالرشف أو جراحياً للكشف عن الجراثيم الهوائية واللاهوائية.

### شعاعياً
- التصوير بالرنين المغناطيسي (MRI):يعتبر التصوير بالرنين المغناطيسي ذو دقة عالية وهو المعيار الأول لتشخيص كلا النوعين من الخراجات سواء الشوكي أو داخل القحف.[12][13] حساسية التصوير بالرنين المغناطيسي (90٪-95٪)، ونوعيته تتجاوز 90٪.
- التصوير المقطعي المحوسب (CT): قد يظهر التصوير المقطعي بالتباين الوريدي تجمع للسوائل في الحيز فوق الجافية على شكل عدسة. وهو الإجراء المفضل عندما لا يمكن إجراء التصوير بالرنين المغناطيسي.

## التصنيف المرحلي
قد يكون التصنيف ذو قيمة تشخيصية، ولكن المرض قد لا يتطور بشكل متسلسل، وإن التدهور قد يكون سريع.
1. ألم ظهر، مضض، وحمى.
2. ألم جذري، اضطراب في المنعكسات.
3. اضطرابات حسية، ضعف حركي، مشاكل في الأمعاء والمثانة.
4. الشلل، الذي يصبح دائماً في حال عدم التداخل الجراحي.

## العلاج

### الخراج فوق الجافية الشوكي
- سابقاً كان العلاج دوائي-جراحي مشترك، مع إزالة الانضغاط جراحياً وتصريف المواد القيحية. اُستخدم العلاج المرتكز على الصادات الحيوية فقط، وقد يُشارك مع الرشف بالإبرة الموجه عبر الأشعة المقطعية، عند المرضى الذين لا يتحملون الجراحة أو الذين لديهم شلل استمر لأكثر من (48-72) ساعة والذي يغلب عليه أن يكون غير قابل للتراجع.
- في السنوات الأخيرة، تم اللجوء لاستخدام الصادات الحيوية والابتعاد عن العلاج الجراحي لخراج فوق الجافية الشوكي.[14][15]
- يتم اللجوء للعلاج الدوائي فقط وفق الشروط التالية:
  - يجب ألا يكون لدى المريض أي عجز عصبي.
  - يجب أن يتوفر تشخيص جرثومي مثبت بالزرع (زرع الدم أو زرع رشافة الخراج).
  - يجب أن تتوفر متابعة دائمة للمريض.
  - يجب أن يكون الأطباء الذين يعتنون بالمريض على دراية بأن التدهور السريع قد يحدث في أي لحظة (أول 72 ساعة هي الأكثر خطورة).[16]

يجب أن يشمل العلاج التجريبي بالصادات الحيوية تغطية للمكورات إيجابية الغرام (+G)، وخاصة العنقوديات (بما في ذلك MRSA)، والعصيات سلبية الغرام.
يعتبر الفانكوميسين هو الصاد الأساسي عند الإصابة بالجراثيم إيجابية الغرام.
يقدم الجيل الثالث والرابع من السيفالوسبورينات وميروبينم تغطية ممتازة للجراثيم إيجابية الغرام (باستثناء MRSA) وكذلك سلبية الغرام بالإضافة إلى قدرتها على الوصول إلى الجهاز العصبي المركزي CNS.

### خراج فوق الجافية داخل القحف
يستخدم العلاج الدوائي-الجراحي للخراج فوق الجافية داخل القحف، حيث يتم تخفيف الضغط داخل القحف جراحياً بشكل إسعافي. عادة ما يتم إجراء حج القحف.
إن الصادات المستخدمة للعلاج مشابهة لتلك المستخدمة في الخراج فوق الجافية الشوكي.